# ゼブロン・パイク
ゼブロン・モンゴメリー・パイク（Zebulon Montgomery Pike, 1779年1月5日 - 1813年4月27日）は、アメリカ合衆国の軍人、探検家。
コロラド州のパイクスピークの名は彼に因む。しばしば有名なルイス・クラーク探検隊と比較されるパイク探検隊 (w:Pike expedition) は、ルイジアナ買収時のアメリカ南部の大部分を地図に起こした。

## 生い立ち
パイクはニュージャージー州ランバートン（現在のトレントンの一部）で生まれた。父親のゼブロン・パイクはジョージ・ワシントン将軍率いる大陸軍の士官であり、独立戦争の後はアメリカ陸軍で勤務した。パイク・ジュニアは当時のアメリカ国境である中西部の辺境、オハイオおよびイリノイで成長した。パイクは1794年に父親が指揮する連隊に士官候補生として加わり、1799年に少尉に任官、同年後半には中尉に昇進した。パイクは1801年にクラリッサ・ハーロウ・ブラウンと結婚し、軍では国境において補給および給与払い担当として経歴を積み重ねた。1805年、ルイジアナ準州知事のジェームズ・ウィルキンソン将軍はパイクに対してミシシッピ川の源流を調査するよう命じた。

## 南西部への遠征
調査が完了して帰還するとすぐにアーカンザス川とレッド川の源流調査を命じられる。1806年7月15日、セントルイスの近くで調査隊を編成したパイクは、フォート・ベルファウンテンから南西部に向けて出発した。
パイクは現在のその名を冠する「パイクス・ピーク」の山頂に達することはなかった。1806年11月に登頂を試みたものの、パイクス・ピーク南東のローザ山で、深い雪の中2日間食糧無しで登頂し、最終的に断念した。

## 参照
1. ↑  Valkenburg, Samuel Van (1976). "Pike, Zebulon Montgomery". In William D. Halsey (ed.). Collier's Encyclopedia. Vol. 19. New York: Macmillan Educational Corporation. p. 46.
2. ↑  Baldwin, Tom. "Where did Pike peak? Colo. explorer got start in New Jersey", Courier-Post, August 25, 2008. Accessed September 19, 2008. "Nineteenth century Jersey explorer Zebulon Pike was born in Jamaica, now a part of south Trenton, but gave his name to Colorado's 14,000-foot Pikes Peak."

- Hollon, W. Eugene (1949) The lost pathfinder, Zebulon Montgomery Pike Univ. of Oklahoma Press, Norman, OK